# European Law Students’ Association
European Law Students’ Association (ELSA; pol. Europejskie Stowarzyszenie Studentów Prawa) – niezależna, apolityczna i niezorientowana na zysk sieć studentów prawa i młodych prawników Europy.
ELSA została założona 4 maja 1981 w Wiedniu przez studentów Austrii, Węgier, Polski i ówczesnej RFN. Następnie rozwinęła się w sieć ogólnoeuropejską. Charakterystyczny jest podział na 3 terytorialne płaszczyzny działania: lokalną, krajową i międzynarodową.
Grupy lokalne powstały na niemal 300 uniwersytetach całej Europy. Najwięcej grup powstało w Niemczech, ELSA Germany stała się najliczniejszą, zorganizowaną grupą studentów prawa spośród wszystkich krajów europejskich.
W Polsce istnieje Europejskie Stowarzyszenie Studentów Prawa ELSA Poland, jeden z czterech pierwszych oddziałów ELSA International.